# Diskografie Beyoncé
Diskografie americké R&B zpěvačky Beyoncé.

## Studiová alba
| Rok  | Album                                                                                           | Pozice v mezinárodních žebříčcích | Pozice v mezinárodních žebříčcích | Pozice v mezinárodních žebříčcích | Pozice v mezinárodních žebříčcích | Pozice v mezinárodních žebříčcích | Pozice v mezinárodních žebříčcích | Pozice v mezinárodních žebříčcích | Pozice v mezinárodních žebříčcích | Pozice v mezinárodních žebříčcích | Certifikace                                                                            |
| Rok  | Album                                                                                           | US 200                            | US R&B                            | UK                                | CAN                               | AUS                               | NĚM                               | ITA                               | JAP                               | CZ                                | Certifikace                                                                            |
| ---- | ----------------------------------------------------------------------------------------------- | --------------------------------- | --------------------------------- | --------------------------------- | --------------------------------- | --------------------------------- | --------------------------------- | --------------------------------- | --------------------------------- | --------------------------------- | -------------------------------------------------------------------------------------- |
| 2003 | Dangerously in Love - 1. studiové album - Vydáno: 24. června 2003 - Vydavatel: Columbia Records | 1                                 | 1                                 | 1                                 | 1                                 | 2                                 | 1                                 | 16                                | 14                                | 27                                | US: 6x platinové CAN: 3x platinové UK: 4x platinové AUS: 3x platinové NZ: platinové    |
| 2006 | B'Day - 2. studiové album - Vydáno: 5. září 2006 - Vydavatel: Music World, Columbia             | 1                                 | 1                                 | 3                                 | 3                                 | 8                                 | 5                                 | 10                                | 4                                 | 25                                | US: 5x platinové CAN: 2x platinové UK: platinové AUS: platinové NZ: platinové          |
| 2008 | I Am… Sasha Fierce - 3. studiové album - Vydáno: 12. listopadu 2008 - Vydavatel: Columbia       | 1                                 | 1                                 | 2                                 | 6                                 | 3                                 | 17                                | 16                                | 3                                 | 5                                 | US: 6x platinové CAN: 5x platinové UK: 6x platinové AUS: 4x platinové NZ: 2x platinové |
| 2011 | 4 - 4. studiové album - Vydáno: 24. června 2011 - Vydavatel: Columbia                           | 1                                 | 1                                 | 1                                 | 3                                 | 2                                 | 5                                 | 4                                 | 10                                | 2                                 | US: 4x platinové CAN: 2x platinové UK: 2x platinové AUS: 2x platinové NZ: zlaté        |
| 2013 | Beyoncé - 5. studiové album - Vydáno: 13. prosince 2013 - Vydavatel: Parkwood, Columbia         | 1                                 | 1                                 | 2                                 | 1                                 | 1                                 | 11                                | 26                                | 11                                | 5                                 | US: 5x platinové CAN: 3x platinové UK: 2x platinové AUS: 2x platinové NZ: platinové    |
| 2016 | Lemonade - 6. studiové album - Vydáno: 23. dubna 2016 - Vydavatel: Parkwood, Columbia           | 1                                 | 1                                 | 1                                 | 1                                 | 1                                 | 3                                 | 5                                 | —                                 | 1                                 | US: 3x platinové CAN: 2x platinové UK: platinové AUS: platinové NZ: zlaté              |
| 2022 | Renaissance - 7. studiové album - Vydáno: 29. července 2022 - Vydavatel: Parkwood, Columbia     | 1                                 | 1                                 | 1                                 | 1                                 | 1                                 | 2                                 | 2                                 | 49                                | 4                                 |                                                                                        |

## EP
| Rok  | Album                                                                 | Pozice | Pozice | Certifikace |
| Rok  | Album                                                                 | US 200 | US R&B | Certifikace |
| ---- | --------------------------------------------------------------------- | ------ | ------ | ----------- |
| 2007 | Irreemplazable - Vydáno: 28. srpna 2007 - Vydavatel: Columbia Records | 105    | 41     |             |
| 2011 | Heat (Limitovaná edice) - Vydáno: únor 2011 - Vydavatel: Columbia     | —      | —      |             |
| 2012 | 4: The Remix - Vydáno: 23. dubna 2012 - Vydavatel: Parkwood, Columbia | —      | 30     |             |
| 2014 | More - Vydáno: 24. listopadu 2014 - Vydavatel: Parkwood, Columbia     | 8      | 3      |             |

## Spolupráce
| Rok  | Album | Nejvyšší umístění v hitparádě | Nejvyšší umístění v hitparádě | Nejvyšší umístění v hitparádě | Nejvyšší umístění v hitparádě | Certifikace |
| Rok  | Album | US 200                        | US Hip-Hop                    | UK                            | CAN                           | Certifikace |
| ---- | --- | ----------------------------- | ----------------------------- | ----------------------------- | ----------------------------- | ----------- |
| 2018 | Everything Is Love (s Jay-Z) - Vydáno: 16. června 2018 - Vydavatel: Parkwood, S. Carter, Sony Music, Roc Nation | 2                             | 1                             | 5                             | 4                             |             |

## Koncertní alba
- Záznam z koncertu vydán jako album a jako DVD.

| Rok  | Album | Pozice v mezinárodních žebříčcích | Pozice v mezinárodních žebříčcích | Certifikace      |
| Rok  | Album | US 200                            | US R&B                            | Certifikace      |
| ---- | --- | --------------------------------- | --------------------------------- | ---------------- |
| 2004 | Live at Wembley - Vydáno: 26. dubna 2004 - Vydavatel: Columbia Records                                              | 17                                | 8                                 | US: 2x platinové |
| 2007 | The Beyoncé Experience Live - Vydáno: 16. listopadu 2007 - Vydavatel: Columbia Records                              | -                                 | -                                 | US: 3x platinové |
| 2009 | I Am... Yours: An Intimate Performance at Wynn Las Vegas - Vydáno: 20. listopadu 2009 - Vydavatel: Columbia Records | -                                 | -                                 | US: 2x platinové |
| 2010 | I Am... World Tour - Vydáno: 30. listopadu 2010 - Vydavatel: Columbia Records                                       | -                                 | 40                                | US: 2x platinové |
| 2019 | Homecoming: The Live Album - Vydáno: 17. dubna 2019 - Vydavatel: Parkwood, Columbia Records                         | 4                                 | 2                                 | US: /            |

## Remixová alba
| Rok  | Album | Pozice v mezinárodních žebříčcích | Pozice v mezinárodních žebříčcích | Certifikace |
| Rok  | Album | US 200                            | US R&B                            | Certifikace |
| ---- | --- | --------------------------------- | --------------------------------- | ----------- |
| 2009 | Above and Beyoncé – Video Collection & Dance Mixes - Vydáno: 16. června 2009 - Vydavatel: Columbia Records | 35                                | 23                                |             |

## Soundtrack
| Rok  | Album | Pozice v mezinárodních žebříčcích | Pozice v mezinárodních žebříčcích | Certifikace   |
| Rok  | Album | US 200                            | US R&B                            | Certifikace   |
| ---- | --- | --------------------------------- | --------------------------------- | ------------- |
| 2006 | Dreamgirls: Music from the Motion Pictures - Vydáno: 5. prosince 2006 - Vydavatel: Music World, Columbia Records | 1                                 | 1                                 | US: platinové |
| 2019 | The Lion King: The Gift - Vydáno: 19. července 2019 - Vydavatel: Parkwood, Columbia Records                      | TBA                               | TBA                               | US: TBA       |

## Singly

### Solo
| Rok  | Název písně                                                      | Pozice v mezinárodních žebříčcích | Pozice v mezinárodních žebříčcích | Pozice v mezinárodních žebříčcích | Pozice v mezinárodních žebříčcích | Certifikace                                         | Album                               |
| Rok  | Název písně                                                      | US 100                            | US R&B                            | CAN                               | UK                                | Certifikace                                         | Album                               |
| ---- | ---------------------------------------------------------------- | --------------------------------- | --------------------------------- | --------------------------------- | --------------------------------- | --------------------------------------------------- | ----------------------------------- |
| 2003 | "Crazy in Love" (ft. Jay-Z)                                      | 1                                 | 1                                 | 2                                 | 1                                 | US: 6x platinové CAN: 5x platinové UK: 3x platinové | Dangerously in Love                 |
| 2003 | "Baby Boy" (ft. Sean Paul)                                       | 1                                 | 1                                 | 2                                 | 2                                 | US: platinové CAN: platinové UK: zlaté              | Dangerously in Love                 |
| 2003 | "Me, Myself and I"                                               | 4                                 | 2                                 | 7                                 | 11                                | US: platinové CAN: zlaté UK: stříbrné               | Dangerously in Love                 |
| 2004 | "Naughty Girl"                                                   | 3                                 | 8                                 | 2                                 | 10                                | US: platinové CAN: platinové UK: stříbrné           | Dangerously in Love                 |
| 2005 | "Check On It"                                                    | 1                                 | 3                                 | 5                                 | 3                                 | US: 2x platinové CAN: platinové UK: stříbrné        | #1's                                |
| 2006 | "Déjà Vu" (ft. Jay-Z)                                            | 4                                 | 1                                 | 14                                | 1                                 | US: platinové CAN: zlaté UK: stříbrné               | B'Day                               |
| 2006 | "Ring the Alarm"                                                 | 11                                | 3                                 | —                                 | 112                               | US: platinové                                       | B'Day                               |
| 2006 | "Irreplaceable"                                                  | 1                                 | 1                                 | 2                                 | 4                                 | US: 6x platinové CAN: 3x platinové UK: 2x platinové | B'Day                               |
| 2007 | "Beautiful Liar" (ft. Shakira)                                   | 3                                 | 70                                | 2                                 | 1                                 | US: 2x platinové CAN: platinové UK: platinové       | B'Day                               |
| 2007 | "Get Me Bodied"                                                  | 46                                | 5                                 | —                                 | —                                 | US: platinové                                       | B'Day                               |
| 2007 | "Listen"                                                         | 61                                | 23                                | —                                 | 8                                 | US: platinové CAN: zlaté UK: platinové              | Dreamgirls OST                      |
| 2008 | "If I Were a Boy"                                                | 3                                 | 16                                | 4                                 | 1                                 | US: 6x platinové CAN: 5x platinové UK: 2x platinové | I Am... Sasha Fierce                |
| 2008 | "Single Ladies (Put a Ring on It)"                               | 1                                 | 1                                 | 2                                 | 7                                 | US: 9x platinové CAN: 6x platinové UK: 2x platinové | I Am... Sasha Fierce                |
| 2008 | "At Last"                                                        | 67                                | 79                                | 79                                | -                                 |                                                     | Cadillac Records OST                |
| 2009 | "Diva"                                                           | 19                                | 3                                 | —                                 | 72                                | US: 2x platinové CAN: platinové UK: stříbrné        | I Am... Sasha Fierce                |
| 2009 | "Halo"                                                           | 5                                 | 16                                | 3                                 | 4                                 | US: 9x platinové CAN: 9x platinové UK: 3x platinové | I Am... Sasha Fierce                |
| 2009 | "Ego"                                                            | 39                                | 3                                 | -                                 | 60                                | US: platinové CAN: zlaté UK: stříbrné               | I Am... Sasha Fierce                |
| 2009 | "Sweet Dreams"                                                   | 10                                | 48                                | 17                                | 5                                 | US: 3x platinové CAN: platinové UK: platinové       | I Am... Sasha Fierce                |
| 2009 | "Video Phone"                                                    | 65                                | 37                                | -                                 | 58                                | US: platinové                                       | I Am... Sasha Fierce                |
| 2011 | "Run the World (Girls)"                                          | 29                                | 30                                | 16                                | 11                                | US: 4x platinové CAN: 3x platinové UK: platinové    | 4                                   |
| 2011 | "Best Thing I Never Had"                                         | 16                                | 4                                 | 27                                | 3                                 | US: 3x platinové CAN: 2x platinové UK: 2x platinové | 4                                   |
| 2011 | "Party" (ft. André 3000)                                         | 50                                | 2                                 | —                                 | —                                 | US: platinové CAN: zlaté                            | 4                                   |
| 2011 | "Love On Top"                                                    | 20                                | 1                                 | 65                                | 13                                | US: 4x platinové CAN: 2x platinové UK: 2x platinové | 4                                   |
| 2011 | "Countdown"                                                      | 71                                | 12                                | 62                                | 35                                | US: 2x platinové CAN: platinové UK: zlaté           | 4                                   |
| 2013 | "XO"                                                             | 45                                | 12                                | 36                                | 22                                | US: 2x platinové CAN: platinové UK: zlaté           | Beyoncé                             |
| 2013 | "Drunk in Love" (ft. Jay-Z)                                      | 2                                 | 1                                 | 23                                | 9                                 | US: 6x platinové CAN: 4x platinové UK: 2x platinové | Beyoncé                             |
| 2014 | "Partition"                                                      | 23                                | 9                                 | —                                 | 74                                | US: 4x platinové CAN: 2x platinové UK: platinové    | Beyoncé                             |
| 2014 | "Flawless Remix" (ft. Nicki Minaj nebo Chimamanda Ngozi Adichie) | 41                                | 7                                 | —                                 | 65                                | US: 3x platinové CAN: platinové UK: stříbrné        | Beyoncé: Platinum Edition a More EP |
| 2014 | "7/11"                                                           | 18                                | 3                                 | 43                                | 36                                | US: 4x platinové CAN: 2x platinové UK: platinové    | Beyoncé: Platinum Edition a More EP |
| 2016 | "Formation"                                                      | 10                                | 6                                 | 32                                | 31                                | US: 3x platinové CAN: platinové UK: zlaté           | Lemonade                            |
| 2016 | "Sorry"                                                          | 11                                | 4                                 | 40                                | 33                                | US: 3x platinové CAN: platinové UK: stříbrné        | Lemonade                            |
| 2016 | "Hold Up"                                                        | 13                                | 8                                 | 37                                | 11                                | US: 2x platinové CAN: platinové UK: zlaté           | Lemonade                            |
| 2016 | "Freedom" (ft. Kendrick Lamar)                                   | 35                                | 21                                | 60                                | 40                                | US: zlaté UK: stříbrné                              | Lemonade                            |
| 2016 | "All Night"                                                      | 38                                | 23                                | 73                                | 60                                | US: platinové CAN: zlaté                            | Lemonade                            |
| 2019 | "Spirit"                                                         | 98                                | 37                                | 92                                | 59                                |                                                     | The Lion King: The Gift             |
| 2019 | "Brown Skin Girl" (s Saint Jhn a Wizkid (ft. Blue Ivy Carter))   | 76                                | 27                                | 60                                | 42                                | US: zlaté CAN: zlaté UK: stříbrné                   | The Lion King: The Gift             |
| 2020 | "Black Parade"                                                   | 37                                | 18                                | 70                                | 49                                | US: zlaté                                           | The Lion King: The Gift             |
| 2022 | "Break My Soul"                                                  | 1                                 | 1                                 | 4                                 | 2                                 | US: zlaté CAN: zlaté UK: stříbrné                   | Renaissance                         |

### Další písně v hitparádách
| Rok  | Název písně                           | Pozice v mezinárodních žebříčcích | Pozice v mezinárodních žebříčcích | Pozice v mezinárodních žebříčcích | Pozice v mezinárodních žebříčcích | Certifikace | Album               |
| Rok  | Název písně                           | US 100                            | US R&B                            | CAN                               | UK                                | Certifikace | Album               |
| ---- | ------------------------------------- | --------------------------------- | --------------------------------- | --------------------------------- | --------------------------------- | ----------- | ------------------- |
| 2004 | "Dangerously in Love 2"               | 57                                | 17                                | -                                 | -                                 | US: zlaté   | Dangerously in Love |
| 2007 | "Upgrade U" (ft. Jay-Z)               | 59                                | 11                                | -                                 | 176                               |             | B'Day               |
| 2011 | "1+1"                                 | 57                                | 105                               | 82                                | 71                                |             | 4                   |
| 2012 | "Dance for You"                       | 78                                | 6                                 | -                                 | 147                               |             | 4                   |
| 2013 | "Mine" (ft. Drake)                    | 82                                | 25                                | 82                                | 65                                |             | Beyoncé             |
| 2016 | "Pray You Catch Me"                   | 37                                | 22                                | 71                                | 52                                |             | Lemonade            |
| 2016 | "Don't Hurt Yourself" (ft Jack White) | 28                                | 16                                | 53                                | 36                                |             | Lemonade            |
| 2016 | "6 Inch" (ft. The Weeknd)             | 18                                | 10                                | 31                                | 35                                |             | Lemonade            |
| 2016 | "Daddy Lessons"                       | 41                                | 26                                | 62                                | 40                                |             | Lemonade            |
| 2016 | "Love Drought"                        | 47                                | 28                                | 84                                | 69                                |             | Lemonade            |
| 2016 | "Sandcastles"                         | 43                                | 27                                | 79                                | 57                                |             | Lemonade            |
| 2016 | "Forward" (ft. James Blake)           | 63                                | 30                                | —                                 | 85                                |             | Lemonade            |

### Hostující
- 2002 - Jay-Z - "03 Bonnie & Clyde" (ft. Beyoncé)
- 2007 - Justin Timberlake - "Until the End of Time" (ft. Beyoncé)
- 2008 - Usher - "Love in This Club, Part II" (ft. Beyoncé & Lil Wayne)
- 2008 - Artists Stand Up to Cancer - "Just Stand Up!"
- 2010 - Lady Gaga - "Telephone" (ft. Beyoncé)